# Jezeřany-Maršovice

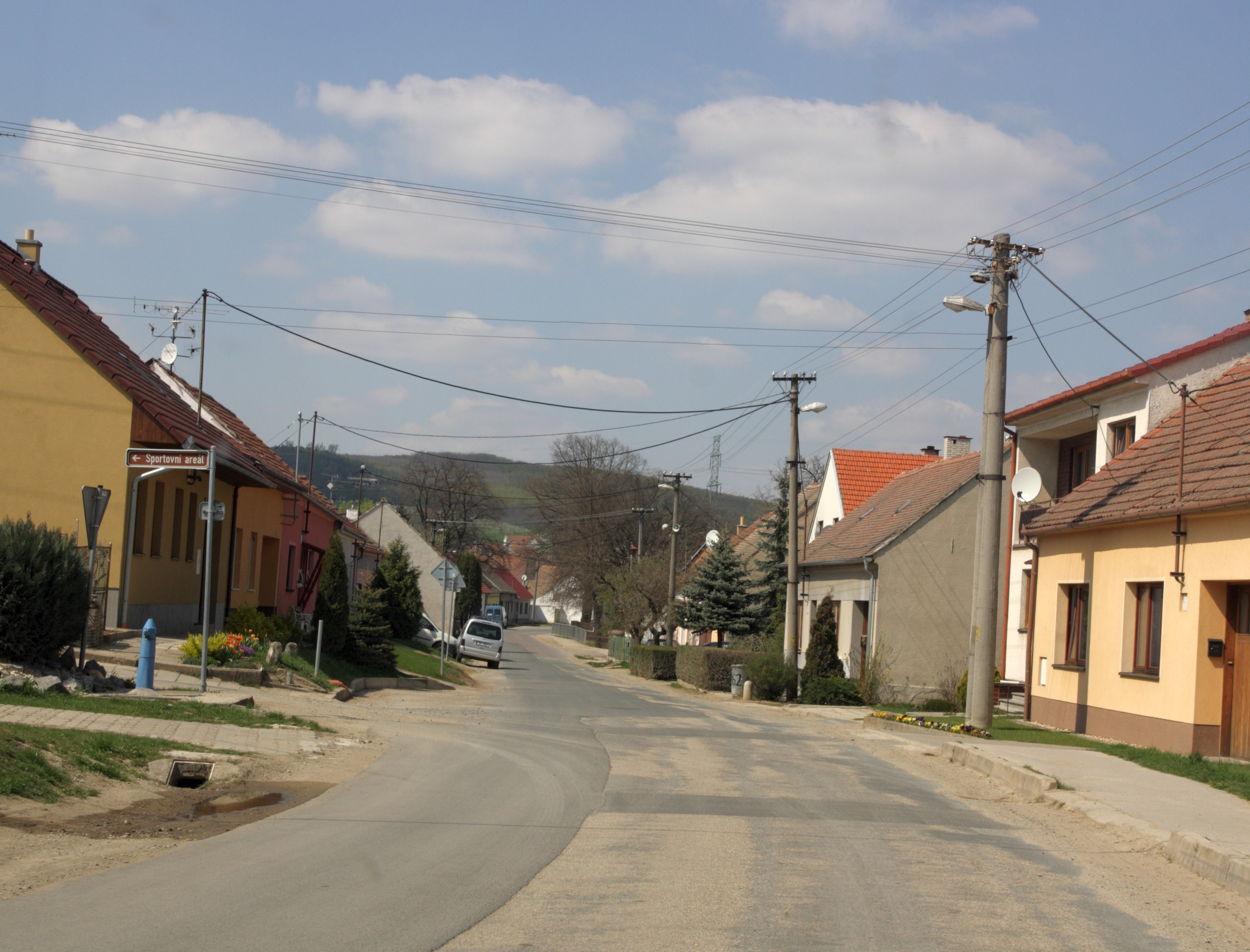
Blick von Jezeřany nach Maršovice

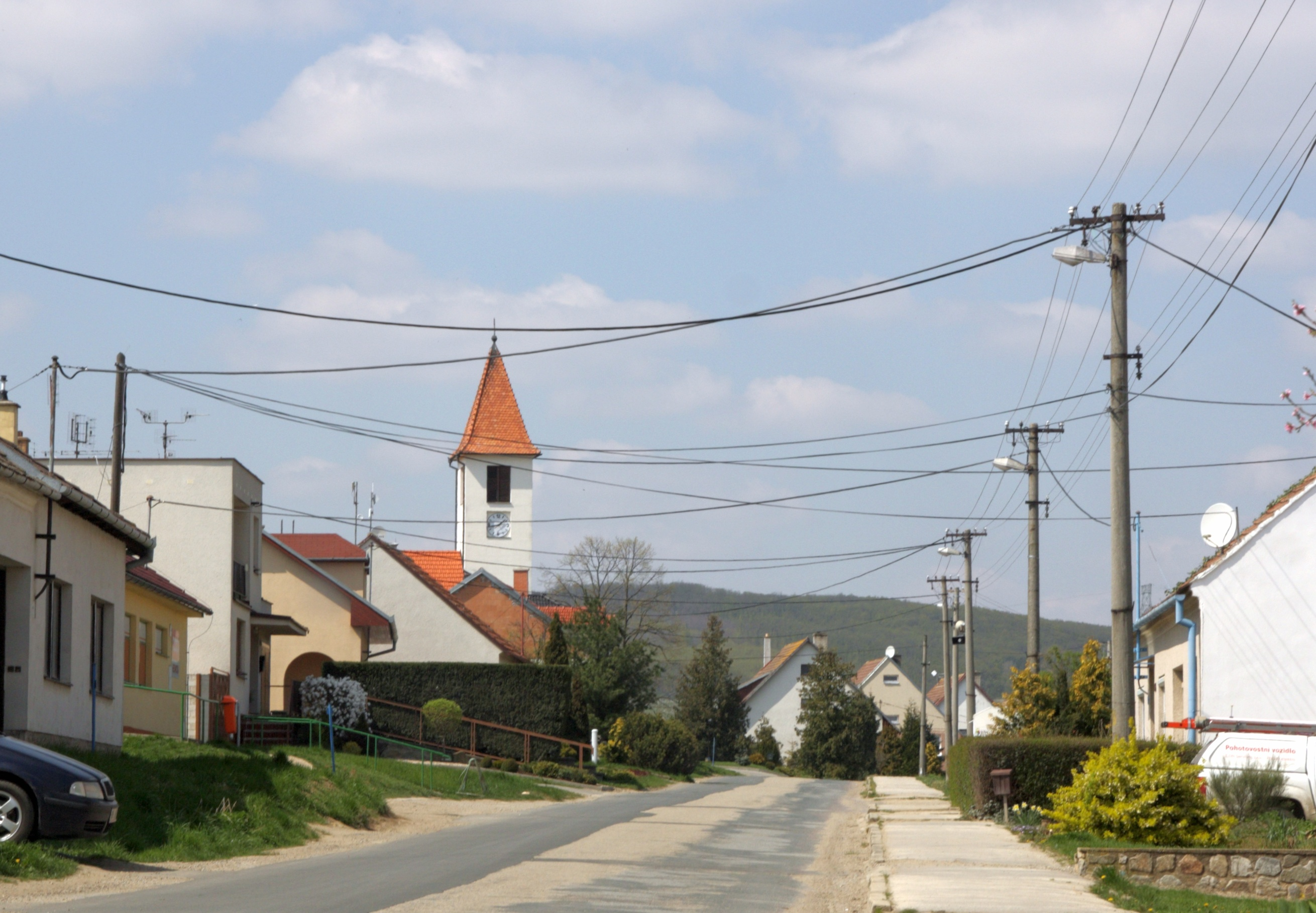
Jezeřany

Jezeřany-Maršovice ist eine Gemeinde in Tschechien. Sie liegt fünf Kilometer südwestlich von Dolní Kounice und gehört zum Okres Znojmo.

## Geographie
Jezeřany-Maršovice liegt am Fuße der Bobravská vrchovina (Bobrawa-Bergland) im Dyjskosvratecký úval (Thaya-Schwarza-Talsenke) in Südmähren. Das Doppeldorf erstreckt sich südöstlich des Waldgebietes Krumlovský les am Oberlauf des Baches Jezeřanská strouha; der obere – nordwestliche – Teil ist Maršovice, bachabwärts liegt Jezeřany. Im Norden erhebt sich der Kopce (270 m n.m.), südwestlich der Leskoun (Miskogel, 371 m n.m.), im Westen der Kulatý palouk (356 m n.m.) sowie nordwestlich der U Stavení (415 m n.m.) und die Kobyla (359 m n.m.).
Nachbarorte sind Nové Bránice und Dolní Kounice im Norden, Trboušany im Nordosten, Kupařovice, Medlov und Malešovice im Osten, Odrovice und Loděnice im Südosten, Šumice und Kubšice im Süden, Bohutice, Chrastí und Vedrovice im Südwesten, Rakšice, Hubertus und Moravský Krumlov im Westen sowie Rokytná, Stavení, Budkovice, Alexovice und Němčice im Nordwesten.

## Geschichte
Archäologische Funde belegen eine Besiedlung des Gemeindegebiets seit der Altsteinzeit. Beide Dörfer wurden im 14. Jahrhundert ersterwähnt; Jezeřany 1306 als Besitz der Abtei Seelau, Maršovice fünfzig Jahre später unter den Gütern des Klosters Rosa Coeli.
Im Laufe der nächsten 500 Jahre gehörten beide nebeneinander liegenden Dörfer fast immer zu unterschiedlichen Herrschaften. Jezeram war in der Mitte des 19. Jahrhunderts Teil des mit der Fideikommiss-Primogeniturherrschaft Mährisch-Krummau verbundenen Gutes Frainspitz; Marschowitz bildete ein eigenes landtäfliges Gut, das erblich an die Herrschaft Bochtitz verpachtet war. In der Schule in Jezeram wurden auch die Marschowitzer Kinder unterrichtet. Pfarrort für beide Dorfer war Lodenitz.
Nach der Aufhebung der Patrimonialherrschaften bildeten Jezeřany und Maršovice ab 1849 Gemeinden im Gerichtsbezirk Mährisch Kromau. Ab 1869 gehörte beide Gemeinden zum Bezirk Mährisch Kromau. Zu dieser Zeit hatten beide Dörfer zusammen 708 Einwohner und bestanden aus 134 Häusern. Im Jahre 1900 lebten in den Dörfern 935 Personen; 1910 waren es 1030. Im Jahre 1930 bestanden Jezeřany und Maršovice aus insgesamt 240 Häusern und hatten 1054 Einwohner. Beide Dörfer waren tschechischsprachig und lagen an der Sprachgrenze; in den Ortschaften südlich und östlich wurde deutsch gesprochen. 1936 wurde für beide Dörfer eine Kirche in Jezeřany erbaut. Nach dem Münchner Abkommen wurde 1938 bei Jezeřany und Maršovice die Grenze zum Großdeutschen Reich gezogen. Der Kromauer Schlossherr Rudolf Anton Kinsky von Wchinitz und Tettau hatte sich dabei für die „Angliederung“ der Stadt starkgemacht, in der die deutschsprachige Bevölkerung nicht einmal ein Viertel der Einwohnerschaft ausmachte. Nach der deutschen Besetzung wurden die Gemeinden 1939 in den Gerichtsbezirk Eibenschütz und den Kreis Brünn-Land umgegliedert; bis 1945 gehörten Jezeřany und Maršovice zum Protektorat Böhmen und Mähren. Nach dem Kriegsende erfolgte die Wiederherstellung der alten Bezirksstrukturen. Im Jahre 1950 hatten Jezeřany und Maršovice zusammen 868 Einwohner. Im Zuge der Gebietsreform und der Aufhebung des Okres Moravský Krumlov wurden Jezeřany und Maršovice am 1. Juli 1960 zu einer Gemeinde Jezeřany-Maršovice zusammengeschlossen und dem Okres Znojmo zugewiesen. Beim Zensus von 2001 lebten in den 275 Häusern der Gemeinde 710 Personen.

## Gemeindegliederung
Für die Gemeinde Jezeřany-Maršovice sind keine Ortsteile ausgewiesen. Grundsiedlungseinheiten sind Jezeřany (Jeseran) und Maršovice (Marschowitz).
Das Gemeindegebiet gliedert sich in die Katastralbezirke Jezeřany und Maršovice.

## Sehenswürdigkeiten
- Kirche der hll. Kyrill und Method in Jezeřany, erbaut 1936
- Glockenturm auf dem Dorfplatz von Maršovice, er wurde 2015 zum Kulturdenkmal erklärt.